# Salma Raouf Gasser
Salma Raouf Gasser (en arabe : سلمى رؤوف جاسر), née en 1990, est une nageuse égyptienne.

## Carrière
Salma Raouf Gasser est médaillée de bronze du relais 4 x 100 mètres quatre nages aux Championnats d'Afrique de natation 2006 à Dakar,. Elle remporte ensuite la médaille de bronze du 200 mètres brasse aux Jeux panarabes de 2007 au Caire. 